# Szkoła Podstawowa nr 124 im. Stanisława Jachowicza w Warszawie
Szkoła Podstawowa nr 124 im. Stanisława Jachowicza w Warszawie – szkoła podstawowa w Warszawie na wawerskim osiedlu Falenica.

## Historia szkoły[1][2]

### Początki szkolnictwa w Falenicy
Pierwszą placówką edukacyjną, która powstała w Falenicy i z której tradycji czerpie obecna szkoła podstawowa nr 124, była założona z inicjatywy mieszkańców i dzięki zgodzie władz gminy Zagóźdź, trzyoddziałowa szkoła podstawowa nr 1 mieszcząca się w willi "Fausta" przy obecnej ulicy Walcowniczej. Jej kierownikiem był Jan Gedych. Naukę podjęło wtedy 120 uczniów z okolic Falenicy.
W 1911 szkołę przeniesiono do większej willi, która znajdowała się przy obecnej ulicy Młodej. Działała ona do 1915, kiedy to w wyniku wybuchu I wojny światowej została zamknięta.

### Podział szkoły
Po wojnie w 1922 wznowiono prace szkoły, ale nie jednej lecz dwóch: czteroklasowej dla dzieci chrześcijańskich oraz jednoklasowej dla dzieci żydowskich. Obie mieściły się w willi „Kożucharowa”. Warunki pracy w szkole były trudne, ponieważ uczniowie uczyli się w ciasnych pomieszczeniach bez urządzeń sanitarnych, a zimą doskwierał brak opału.
W 1924 nowo przybyły kierownik, Paweł Bekier, doprowadził do połączenia obu placówek. Powstała jedna, większa szkoła, która zatrudniła 7 nauczycieli. Od 1925, czyli od momentu powstania samodzielnej gminy Falenica - Letnisko, władze lokalne przejęły pieczę nad placówką. W związku ze stale rosnącą liczbą uczniów w lipcu 1926 r. podjęto inicjatywę budowy nowej szkoły. Utworzono Komitet Budowy Szkoły w Falenicy. Plac pod budowę pochodził z darowizny inż. Jakuba Hannemana, ówczesnego właściciela majątku Falenica.
Uczniowie i nauczyciele przenieśli się do nowego - jeszcze nie wykończonego - budynku w 1929. Jeszcze w tym samym roku, po oddaniu budynku do użytku, inspektor szkolny zadecydował o podzieleniu szkoły na dwie placówki - nr 1, która znajdowała się w dawnym budynku willi „Kożucharowa” oraz nr 2 w nowym gmachu przy obecnej ulicy Poezji. Rok później szkole nr 2 nadano imię Stanisława Jachowicza.
Okolice gminy Falenica zaludniały się coraz bardziej, dlatego zaczęto tworzyć kolejne szkoły powszechne (w 1937 było ich już osiem). Uczniowie nie mieścili się w starych i ciasnych budynkach, dlatego w 1937 zadecydowano o rozpoczęciu budowy nowego gmachu dla szkoły nr 1 przy obecnej ulicy Bartoszyckiej.

### OkresII wojny światowej
W 1939 w wyniku nalotów spłonął stary budynek szkoły nr 1. Nowy nie był jeszcze gotowy, a po wybuchu wojny wstrzymano jego budowę. Dlatego obie falenickie szkoły musiały ponownie się połączyć i pomieścić wszystkich uczniów w jednym gmachu. Edukacja nie trwała w nim jednak zbyt długo, ponieważ w 1940 roku zajęły go wojska niemieckie. Placówkę przeniesiono do sąsiedniego osiedla – Miedzeszyna. Roku później zakazano używać imienia patrona szkoły, Stanisława Jachowicza. Obowiązywała nazwa Publiczna Szkoła Powszechna nr 2 w Falenicy.

### Lata powojenne i współcześnie
Po zakończeniu wojny placówka powróciła do budynku przy ul. Poezji. Wznowiono budowę nowej szkoły przy ul. Bartoszyckiej i w 1953 przeniesiono tam uczniów szkoły nr 2, której nadano nowy numer - 124. Szkoła nr 1 pozostała przy ul. Poezji i mieści się tam do dziś jako Zespół Szkół nr 111.
Szkołę nr 124 systematycznie unowocześniano. Wybudowano boisko, stworzono ogród przyrodniczy i geograficzny. Zasoby szkolne powiększono o bibliotekę liczącą kilkanaście tysięcy tomów.
W 2012 w ramach rządowego projektu na terenie szkoły powstało nowoczesne boisko, tzw. orlik.

## Tradycja

### Patron
Szkole patronuje Stanisław Jachowicz, polski poeta, pedagog, pisarz i działacz społeczny żyjący w latach 1796 - 1857. Patronat został nadany 26 listopada 1930 przez Kuratorium Okręgu Szkolnego w Warszawie. W kwietniu 1941 władze okupacyjne zakazały używania imienia patrona szkoły. Powrócono do niego po zakończeniu wojny w 1944 lecz tylko do roku 1950. Imię Stanisława Jachowicza zostało trwale przywrócone dopiero 7 maja 1994.

### Sztandar
Szkoła posiada sztandar, na którym znajduje się herb Polski oraz podobizna patrona szkoły - Stanisława Jachowicza. Został on nadany razem z patronem szkoły 26 listopada 1930 roku.

### Hymn
Po wojnie w wyniku wewnątrzszkolnego konkursu został stworzony hymn szkoły, który funkcjonuje do dziś.

### Dyrektorzy
- Antoni Haczyński 1926 - 1939
- Kazimierz Stajuda 1939 - 1970
- Mirosława Ciesielska 1970 - 1975
- Marianna Krawczyk 1975 - 1986
- Helena Kroszczyńska 1987 - 2009
- Małgorzata Wysocka 2009 - do chwili obecnej

## Lokalizacja
Szkoła znajduje się na skraju lasu, który wchodzi w część Mazowieckiego Parku Krajobrazowego. W pobliżu znajduje się również kościół rzymskokatolickiej parafii pod wezwaniem Najświętszego Serca Pana Jezusa.